# Henry Alex Rubin
Henry Alex Rubin (1976) è un regista e sceneggiatore statunitense.

## Biografia
Nato nel 1976, è figlio dello storico d'arte James H. Rubin e di una donna francese. Ha trascorso la sua infanzia tra Europa e America.
Esordisce come regista nel 1997 col documentario Who is Henry Jaglom?. Otto anni dopo, co-dirige con Dana Adam Shapiro Murderball, candidato agli Oscar 2006 come miglior documentario.
Negli anni successivi ha girato spot per aziende quali Adidas, Volvo, Coca-Cola e AT&T.
Nel 2012 ha girato il suo primo lungometraggio, un thriller-drammatico scritto da Andrew Stern: Disconnect, presentato fuori concorso alla 69ª Mostra del Cinema di Venezia.

## Filmografia
- Who is Henry Jaglom? (1997) - documentario
- Murderball (2005) - documentario
- Disconnect (2012)
- Semper Fi - Fratelli in armi (Semper Fi) (2019)

## Riconoscimenti
- 2006 – Premio Oscar
  - Candidatura miglior documentario per Murderball